# تسلیم (مهندسی)
در مهندسی نخستین نقطه در نمودار تنش-کرنش که تغییر شکل همیشگی رخ می‌دهد، نقطه تسلیم یا واداد (به انگلیسی: Yield point) گفته می‌شود. رفتار ماده پیش از رسیدن به نقطه تسلیم به صورت کشسان است و در صورت برداشتن تنش وارده، ماده همانند یک کش به حالت اولیه خود باز می گردد. هنگامی که در نمودار از نقطه تسلیم عبور کنیم، تغییر شکل ماده به صورت همیشگی خواهد بود که به آن تغییر شکل پلاستیک (plastic) نیز گفته می شود. در این حالت ماده پس از برداشتن بار به حالت اولیه خود باز نمی گردد.

نمودار تنش-کرنش برای آلیاژهای بدون آهن. ۱. حد پایین کشسانی ۲. حد بالای کشسانی ۳. نقطه تسلیم ۴. نقطه قراردادی تسلیم برای برخی مواد.
شیب نمودار از حد پایین الاستیک تا حد بالا، ثابت است. پس از گذر از نقطه تسلیم، جسم دچار تغییر شکل همیشگی می‌شود. نقطه چهارم، برای برخی مواد که رفتار پیچیده ای دارند بصورت قراردادی به عنوان نقطه تسلیم تعیین می‌شود.

استحکام تسلیم (Yield Strength) یا تنش تسلیم (Yield Stress) (نوشتار: ‌{\displaystyle \sigma _{Y}}) بیشترین تنش قابل تحمل توسط ماده پیش از رسیدن تسلیم است. تنش‌های بیشتر از این مقدار باعث تغییر شکل همیشگی می‌شوند. شیب نمودار تنش-کرنش پیش از رسیدن به تنش تسلیم، در بیشتر ماده‌ها خطی و در ناحیه غیر کشسان، غیر خطی است. در برخی از ماده‌ها مانند آلومینیوم، ترابرد از ناحیه غیر کشسان به ناحیه کشسان، محسوس نیست و به سختی می توان مرز این دو را تشخیص داد. در این موارد تنش تسلیم به طور قراردادی بدین گونه تعیین می شود. جسم زیر باری می رود که پس از برداشته شدن بار از روی ماده، ماده به اندازه  
۰.۲% تغییر طول همیشگی داشته باشد. سپس تنش متناظر با این بار را، برابر با تنش تسلیم در نظر می‌گیریم. تسلیم شدن ماده به معنی یک واماندگی و تغییر شکل تدریجی است و تسلیم شدن مواد بحران زا نیست؛ در نقطه مقابل شکست که به صورت ناگهانی رخ داده و می تواند بحران زا باشد .

## تعاریف
همواره به علت گستردگی نمودارهای تنش-کرنش مواد، تعیین دقیق نقطه تسلیم  دارای پیچیدگی هایی  است،‌ بنابرین برای بسیاری از ماده‌ها به صور قرارداری تنظیم می‌شود. ( {\displaystyle \sigma _{U}={\text{Ultimate Stress}}} تنش‌نهایی و {\displaystyle \sigma _{Y}={\text{Yield Stress}}} تنش تسلیم )
| {\displaystyle \sigma _{U}} (MPa) | {\displaystyle \sigma _{Y}} (MPa) | ماده                                     |
| --------------------------------- | --------------------------------- | ---------------------------------------- |
| 400                               | 250                               | ASTM A36 فولاد                           |
| 531                               | 448                               | , فولاد API 5L X65                       |
| 760                               | 690                               | آلیاژ مستحم فولاد ASTM A514              |
| 1860                              | 1650                              | فولاد، الیاف از پیش کشیده شده            |
| 1740-3300                         |                                   | سیم                                      |
| 5650                              |                                   | فیبر کربن (CF, CFK)                      |
| 37                                | 26–33                             | پلی اتیلن با چگالی بالا (HDPE)           |
| 19.7–80                           | 12–43                             | Polypropylene                            |
| 860                               | 520                               | فولاد ضد زنگ AISI 302 – سرد و پیچیده شده |
|                                   | 172                               | چدن                                      |
| 900                               | 830                               | آلیاژ تیتانیوم                           |
| 455                               | 400                               | 2014-T6                                  |
| 220                               | 70                                | مس 99.9% Cu                              |
| 350                               | 130                               | آلیاژ نیکل-مس                            |
| 550                               | 200+ ~                            | برنج                                     |
| 1400                              | 1150 (??)                         | ابریشم عنکبوت                            |
|                                   | 500                               | ابریشم کرم ابریشم                        |
| 3757                              | 3620                              | آرامید (Kevlar یا Twaron)                |
| 35                                | 20                                | UHMWPE                                   |
| 130                               | 104–121                           | استخوان‌های دست و پا                      |
| 75                                | 45                                | کیسه نایلون                              |
| 40–50                             | 15–20                             | آلومینیم (بازپخته)                       |
| 210                               | 33                                | مس (بازپخته)                             |
| 350                               | 80–100                            | آهن (بازپخته)                            |
| 140–195                           | 14–35                             | نیکل (بازپخته)                           |
|                                   | 5000–9000                         | سیلیکون (بازپخته)                        |
| 200                               | 180                               | تانتال (بازپخته)                         |
| 15–200                            | 9–14                              | قلع (بازپخته)                            |
| 240–370                           | 100–225                           | تیتانیوم (بازپخته)                       |
| 550–620                           | 550                               | تنگستن (بازپخته)                         |

### حد حقیقی کشسانی
True elastic limit حدی از تنش است که تغییر شکل‌های دائمی در سطح ملوکولی ظاهر شده و باعث ایجاد نابجایی می‌شوند. البته از این تعریف به ندرت استفاده می‌شود چرا که در تنش‌های بسیار پایین رُخ می‌دهد و تشخیص آن بسیار دشوار است.

### نسبت تنش و کرنش
در بازه کشسان (الاستیک)، رابطه خطی میان تنش و کرنش وجود دارد که به قانون هوک مشهور است. بنابر این قانون نسبت میان تنش و کرنش برابر با مدول کشسانی ({\displaystyle E}) این ماده است.

### تنش تسلیم
اگر تنشی بیش از توان ماده به آن وارد شود، نخست تغییر شکل دایمی رخ می‌دهد و اگر این تنش بازهم فراتر رود باعث شکسته شدن مادّه می‌گردد. به بیشینه تنشی که ماده پیش از تسلیم شدن می‌تواند تحمل کند تنش تسلیم یا {\displaystyle \sigma _{Y}={\text{Yield Stress}}} گفته می‌شود. برای الاستومرها مانند پاک کن نسبت تنش تسلیم به مدول کشسانی بسیار بالاست و پاک کن بسیار دیر وارد ناحیه تغییرشکل دائمی می‌شود. اندازه گیری های بسیار دقیق نشان داده است که تنش های پلاستیک در تنش های بسیار پایین نیز رخ می دهند.

### تنش تسلیم قرارداردی
در برخی مواد مانند آلومینیوم و فولاد با استقامت بالا به علت رفتار پیچیده و غیر خطی تعیین دقیق نقطه تسلیم ناممکن است، در اینگونه مواد حتا در تنش‌های پایین نیز تغییر شکل رخ می‌دهد. بنابراین نقطه تسلیم به صورت قرارداری بدین سان تعریف می‌شود: اگر یک ماده را زیر تنشی برابر با تنش تسلیم بارگزاری کنیم و سپس بار را از روی ماده برداریم، ماده تغییر طولی برابر با ۰.۲٪ طول اولیه خود خواهد داشت 
( {\displaystyle {\frac {\delta L}{L}}=0.002}). 

## کاربرد در سازه های مهندسی
سازه‌های تسلیم شده، استحکام و سختی کمتری دارند که باعث می‌شود تغییر شکل در آنها ساده‌تر باشد و مدول حجمی آنها کاهش یابد. هنگامی که بار از روی سازه‌های تسلیم شده برداشته شود، سازه‌ها تغییر شکل دائمی می‌دهند و ممکن است در آنها تنش پسماند ایجاد شود. در فلزات وقتی به نقطه تسلیم می‌رسند و سپس دوباره به حالت اولیه بازمی‌گردند؛ پدیده‌ای بنام سختی-کرنشی در آن‌ها روی می‌دهد که باعث می‌شود استحکام آن‌ها حتا از پیش نیز بیش‌تر شود.

## آزمون کشش
آزمون تنش-کرنش از یک نمونه کوچک با سطح مقطع یکسان در تمامی طول، ساخته می‌شود. این نمونه را تحت کشش قرار می دهیم و بار وارده را به تدریج افزایش می دهیم تا جایی که جسم بشکند یا تغییر شکل دهد؛ این آزمون به آزمون کشش معروف است. در طی این آزمون کرنش طولی یا عرضی با دستگاه های مکانیکی اندازه گیری می شود.

## سازوکارهای مستحکم سازی
روش های مختلفی برای افزایش استحکام مواد بلورین یا بی شکل وجود دارد. با تغییر چگالی نابجایی ها، درجه های ناخالصی، اندازه دانه(در مواد بلورین) می توان استحکام مواد را تقویت کرد. در هر ماده‌ای یک سری ناکاملی وجود دارند مانند نابجایی ها که با افزایش تعداد این ناکاملی‌ها می توان استحکام ماده را افزایش داد. در حالی که خیلی از ویژگی های مواد به اجزای سازنده آن بستگی دارد، قدرت تسلیم یک ماده به فرآیند ساخت ماده نیز بسیار وابسته است.
بعضی از سازوکارهای استحکام سازی برای مواد بلورین عبارتند از:
- کارسختی
- حل‌جامد
- رسوب سختی
- تقویت مرز دانه

### کارسختی
با تغییر شکل یک ماده می توان چگالی نابجایی‌ها را افزایش داد؛ در واقع با افزایش تعداد نابجایی ها باید تنش بالاتری برای حرکت آنها در شبکه بلوری اعمال شود، هم چنین امکان دارد نابجایی ها در هم تنیده شود که این نیز باعث افزایش قدرت تسلیم ماده می شود.
معادله حاکم بر این این سازوکار بدین صورت است:
{\displaystyle \Delta \sigma _{y}=Gb{\sqrt {p}}}
که σy  برابر با تنش تسلیم، G برابر با مدول کشسانی برشی، b برابر با اندازه بردار برگرز و ρ برابر با چگالی نابجایی‌ها است.

### حلِ جامد
با آلیاژسازی، اتم های ناخالصی که به ماده افزوده می‌شود. چگالی ناخالصی ها که بسیار کمتر از ماده اصلی است، فضای زیرین نابجایی لبه‌ای را پر می کنند و با 
این کار استحکام ماده نسبت به کرنش کششی افزایش میابد
معادله حاکم بر این سازوکار نیز بدین شکل است:
{\displaystyle \Delta \tau =Gb{\sqrt {c_{s}}}\epsilon ^{1.5}} :
که τ برابر با تنش برشی،  Cs برابر با غلظت(درصد جرمی) حل شونده و ɛ برابر با کرنش ناشی از حل ناخالصی است.

### رسوب سختی
هنگامی که فاز دومی(رسوب) در ماده وجود داشته باشد با جلوگیری از حرکت نابجاییها باعث افزایش استحکام تسلیم ماده می شود. نابجایی های خطی در هنگام حرکت با رسوب ها برخورد می کنند و تنها دو راه برای عبور از این رسوبها دارند: 1. برش رسوب بر اثر اعمال نیرو 2 . ایجاد یک کمان یا حلقه
فرآیند برش طبق قاعده زیر عمل می کند:
{\displaystyle \Delta \tau =r_{particle}\times \gamma _{particle-matrix}\div {l_{interparticle}}}
فرآیند کمانش نیز طبق قاعده زیر عمل می کند:
{\displaystyle \Delta \tau =Gb\div ({l_{interparticle}-2r_{particle}})}
که در این جا منظور از rparticle شعاع ذره، ɤparticle-matrix تنش سطحی و linterpatricle فاصله بین دو ذره است.

### مستحکم سازی مرز دانه
اگر نابجایی ها در مرز دانه شکل بگیرند، همدیگر را دفع می کنند. هر چه اندازه دانه کاهش پیدا کند، نسبت اندازه سطح دانه به حجم آن کاهش پیدا می کند که این امر سبب رشد هر چه بیشتر نابجایی ها در لبه دانه می شود. حرکت دادن نابه‌جاییها از یک‌دانه به دانه دیگر نیازمند انرژی بالایی است. به این فرآیند هال-پچ نیز گفته می شود که طبق قاعده زیر رفتار می کند:
{\displaystyle \sigma _{y}=\sigma _{0}+kd^{-0.5}}
که σ0 برابر با تنش لازم برای حرکت نابجایی،k ثابت ماده و d اندازه دانه است.

## قدرت تسلیم نظری
تنش تسلیم نظری یک بلور کامل بسیار بیشتر از آن چیزی است که در آزمایش‌ها مشاهده می شود که این امر به واسطه وجود نابجاییها و عیوب توضیح داده شده است. در واقع قدرت تسلیم تار ظریفی با ساختار تک بلور کامل و بدون عیب، بسیار نزدیک به تنش نظری است. به طور مثال تار نانویی از مس در تنشی در حدود 1Gpa شکسته می شود که این مقدار بسیار بیشتر از یک لوله مسی و نزدیک به تنش نظری مس است.
قدرت تسلیم نظری از بررسی تسلیم در مقیاس اتمی بدست می آید. در یک بلور کامل عامل لغزش صفحات اتمی بر روی هم، تنش برشی است. اتمها برای این که از یک چینش به یک چینش متفاوت منتقل شوند بایستی نیرویی، افزون بر انرژی شبکه اتمها، به آنها وارد شود؛ بنابراین تنش برشی که بتواند بر انرژی شبکه صفحات اتمی غلبه کند و آنها را بلغزاند برابر است با Ƭmax که با معادله زیر بدست می آید
:
{\displaystyle \tau =\tau _{max}\sin {2\pi {x} \over {b}}}
که b برابر با فاصله جداسازی بین اتمی است.
برای کرنش های کوچک معادله بالا دستخوش تغییرات می شود:
```

  

    

      

        
G

        
=

        

          

            

              
d

              

              
τ

            

            

              
d

              

              
x

            

          

        

        
=

        

          

            

              
2

              
π

            

            

              
b

            

          

        

        

          
τ

          

            
m

            
a

            
x

          

        

        
c

        
o

        
s

        

          

            

              
2

              
π

              

                
x

              

            

            

              
b

            

          

        

        
=

        

          

            

              
2

              
π

            

            

              
b

            

          

        

        

          
τ

          

            
m

            
a

            
x

          

        

      

    

    
{\displaystyle G={\operatorname {d} \!\tau  \over \operatorname {d} \!x}={2\pi  \over {b}}\tau _{max}cos{2\pi {x} \over {b}}={2\pi  \over {b}}\tau _{max}}

  

```

برای جابجایی های کوچک که a فاصله اتمها در صفحه لغزش است، معادله بالا را بازنویسی می کنیم:
```

  

    

      

        
G

        
=

        

          

            

              
d

              

              
τ

            

            

              
d

              

              
x

            

          

        

        
=

        

          

            

              
2

              
π

              

                
a

              

            

            

              
b

            

          

        

        

          
τ

          

            
m

            
a

            
x

          

        

        
⟶

        

          
τ

          

            
m

            
a

            
x

          

        

        
=

        

          

            

              
G

              
b

            

            

              
2

              
π

              

                
a

              

            

          

        

        
≅

        

          

            
G

            

              
30

            

          

        

      

    

    
{\displaystyle G={\operatorname {d} \!\tau  \over \operatorname {d} \!x}={2\pi {a} \over {b}}\tau _{max}\longrightarrow \tau _{max}={Gb \over {2\pi {a}}}\cong {G \over {30}}}

  

```

| قدرت برشی تجربی (GPa) | قدرت برشی نظری (GPa) | ماده |
| --------------------- | -------------------- | ---- |
| 0.37                  | 1.0                  | Ag   |
| 0.78                  | 0.9                  | Al   |
| 0.49                  | 1.4                  | Cu   |
| 3.2                   | 2.6                  | Ni   |
| 27.5                  | 2.6                  | α-Fe |

## معیار تسلیم
معیارهای تسلیم برای اطمینان از پایداری سازی زیر یک بارگزاری به کار می‌رود. در بارگزاری محوری، به راحتی می‌توان با مقایسه تنش وارد شده با تنش تسلیم از پایداری سازه اطمینان یافت. اما معمولا سازه ها زیر بارگزاری از چند جهت و از گونه‌های گوناگون (تنش عمودی و برشی) قرار می‌گیرند. برای اینگونه سازه‌ها دو گونه روش وجود دارد: ۱- برسی‌های تجربی و بدست آوردن احتمال آماری شکس 2- توجیه از راه قوانین فیزیکی. از آنجا که تنش کمیت های برداری هستند، می توان آنها را به 3 جهت اصلی (XYZ) تجزیه کرد. 

## معیار تسلیم موادهمسان گرد

### نظریه بیشترین تنش اصلی
هنگامی که تنش عمودی  از قدرت تسلیم کششی غیر محوری تجاوز کند، تسلیم رخ می دهد. بر خلاف ساده و سریع بودن، از این معیار به ندرت در موارد تجربی و طراحی اجزا استفاده می شود. این نظریه برای مواد ترد پیش بینی مناسبی ارائه می دهد. 
{\displaystyle \sigma _{1}\leq \sigma _{y}}

### نظریه بیشترین کرنش اصلی
هنگامی که بیشترین کرنش اصلی از کرنش مربوط به تنش تسلیم در تست کشش تجاوز کند، تسلیم رخ می دهد. برای راحت تر شدن کار نامعادله این نظریه بر حسب تنش های اصلی بیان می شود.
{\displaystyle \sigma _{1}-\nu (\sigma _{2}+\sigma _{3})\leq \sigma _{y}}

### نظریه بیشترین تنش برشی
هنگامی که تنش برشی از تنش برشی تسلیم تجاوز کند، تسلیم رخ می دهد( معیار تسلیم ترسکا).
{\displaystyle \tau ={\sigma _{1}-\sigma _{3} \over {2}}\leq \tau _{y}}

### نظریه انرژی کرنشی کل
انرژی ذخیره شده مربوط به تغییر شکل کشسان در نقطه تسلیم، به تنسور تنش وابسته است، بنابراین تسلیم موقعی رخ می دهد که انرژی کرنشی بر واحد حجم بیشتر از انرژی کرنشی در نقطه تسلیم یک تنش ساده باشد. برای تنش 3 بعدی معادله زیر برقرار است:
{\displaystyle \sigma _{1}^{2}+\sigma _{2}^{2}+\sigma _{3}^{2}-2\nu (\sigma _{1}\sigma _{2}+\sigma _{2}\sigma _{3}+\sigma 3\sigma _{1})\leq \sigma _{y}^{2}}

### نظریه بیشترین انرژی پیچشی
این نظریه بیان می کند که انرژی مجموع کرنشی شامل دو مولفه حجمی یا هیدرو استاتیک و شکلی یا پیچشی یا برشی است. هنگامی که انرژی پیچشی از مقدار متناظر آن در نقطه تسلیم آزمون کشش بیشتر باشد، تسلیم رخ می دهد. این نظریه به نظریه وُن مایزس(Von Mises) نیز معروف است.
دیگر معیار های تسلیم جامع و پرکاربرد:
معیار مور-کولومب(Mohr-Coulomb)
معیار دراکر-پراگر(Drucker-Prager)
معیار برسلر-پیستر(Bresler-Pister)
معیار ویلام-وارنکْ(Willam-Warnke)
سطوح تسلیم مربوط به این معیارها در یک اشکال خاصی قرار دارند. در حالی که بسیاری از معیارهای تسلیم هنمسانگرد مطابق با اشکال محدب هستند.

## معیارهای تسلیمناهمسان گرد
هنگامی که یک فلز دچار تغییر شکل پلاستیک زیادی می شود، اندازه و جهت دانه ها در راستای تغییر شکل قرار می گیرند. بنابراین رفتار تسلیم پلاستیک یک ماده به جهت اعمال نیرو بستگی دارد. در چنین شرایطی معیارهای تسلیم مواد همسان گرد نمی توانند به خوبی رفتار تسلیم ماده را پیش بینی کنند. برای مواد ناهمسانگرد می‌توان از معیارهای مواد همسانگرد بهره جست، به شرطی که محافظ کارانه ترین معیار را برگزینیم. برخی از معیارهای تسلیم پرکاربرد برای چنین شرایطی بدین ترتیب است:
معیار تسلیم درجه 2 هیل(Hill)
معیار تسلیم عمومی هیل
معیار تسلیم هاسفورد(Hosford)